# Erich Kronauer
Erich Kronauer (* 26. Oktober 1930 in Sinsheim; † am oder vor 17. Oktober 2024 in Schweinfurt) war ein deutscher Manager und Stifter.

## Leben
Kronauer besuchte das Gymnasium, wo er seine spätere Ehefrau Erna kennenlernte, welche die gleiche Klasse besuchte. Kronauer, so Ernst Nolte, erhielt „eine betontermaßen nationale Erziehung“. Nach dem Abitur besuchte er zunächst die Dolmetscherschulen in Heidelberg und Köln (Englisch, Französisch und Spanisch). Danach studierte er Wirtschaftswissenschaften an der Universität zu Köln und belegte Seminare am International Institute for Management Development in Lausanne (Schweiz) und an der Universität von Illinois (USA).
Mit 37 Jahren wurde Kronauer 1967 Vorstandsmitglied beim Automobilzulieferer Fichtel & Sachs AG (Geschäftsbereich Antriebstechnik). Er war dort lange Jahre tätig und schied zum 30. Juni 1992 aus dem Vorstand aus. Kronauer war zudem Vorsitzender des Aufsichtsrats der Zweirad Union Grundbesitz AG, der Nürnberger Hercules-Werke und der Hamburger Sachs-Dolmar GmbH sowie Vorstandsmitglied der Fella-Werke in Feucht, von Sachs-Huret in Nanterre, von Fichtel & Sachs in New York und von Maillard S.A. Kronauer war ferner Präsidiumsmitglied im Verband der Fahrrad- und Motorrad-Industrie e.V (VMF) sowie Wirtschaftsbeirat der Kölner Messe- und Ausstellungs-Ges.m.b.H. Er war stellvertretender Vorsitzender des IHK-Außenwirtschaftsausschusses.
1998 schenkte das Ehepaar Kronauer den Städtischen Sammlungen Schweinfurt ein Ölbild des Malers Fritz Griebel.
Ab 1995 trat Kronauer mit dem Historiker Ernst Nolte in regelmäßigen Briefkontakt. Aus einem Treffen 1999 in Nürnberg entstand eine enge Freundschaft mit ihm, die in der Gründung der Erich-und-Erna-Kronauer-Stiftung mündete. Nolte zitierte Kronauers initialen Brief an ihn von 21. Juli 1999: „Seit einiger Zeit beschäftige ich mich mit dem Gedanken, eventuell eine Stiftung für angehende Historiker zu machen“, deren Zweck darin bestehen solle, durch die Förderung junger Historiker „der Vernichtung des deutschen Geschichtsbewußtseins entgegenzuwirken“.
Er war Mitunterzeichner des Appells „8. Mai 1945 – gegen das Vergessen“ des neurechten Instituts für Staatspolitik (IfS), der in der Frankfurter Allgemeinen Zeitung erschien.